# Kormak Ögmundarson
Kormak Ögmundarson, född cirka 935, död cirka 970, var en isländsk skald och furstelovssångare möjligen med iriskt påbrå (Cormac är ett relativt vanligt irländskt mansnamn).
Vid sidan av Egil Skallagrimsson var Kormak den mest namnkunnige isländske skalden från 900-talet och enligt Skáldatal hovpoet hos Harald Gråfäll och Sigurd Håkonsson ladejarl. Av hans verk finns inte mycket bevarat, men hans liv är tämligen väl känt genom den längre 1200-talssagan om honom, Kormak Ögmundarsons saga (isl. Kormaks saga Ögmundarsonar), där hans olyckliga kärlek till den vackra Steingerd Torkelsdotter är det stora temat men som också inkluderar ett större antal visor tillskrivna honom.
Enligt sagan dog Kormak – som vid sidan av sin diktning och sång också var en kraftig kämpe med smak för holmgång – i Skottland till följd av de skador han fått i en kamp med en blotrese.
Fragment av Kormaks hyllning till den norske jarlen Sigurd, Sigurdardrapan, är bevarade i Snorres Skáldskaparmál och Heimskringla.